# Rutuburi

Le Rutuburi est une danse rituelle pratiquée par les Amérindiens Tarahumaras, dans le Nord du Mexique. Il s'agit d'une célébration agricole (danse de la pluie, des récoltes ou cérémonie du maïs vert), ainsi que d'un rite funéraire et mémoriel. Un chaman effectue une triple invocation, puis les femmes traversent six fois l'espace de danse, avant de décrire un cercle dans le sens inverse des aiguilles d'une montre, et, se tenant par les mains, de sauter d'un pied sur l'autre. Le terme « rutuburi » est issu de la langue Tarahumara, puis de l'espagnol mexicain. 